# Парматурус білокласперний
Парматурус білокласперний (Parmaturus albipenis) — акула з роду Parmaturus родини Котячі акули. Інші назви «білокласперна котяча акула», «білопенісний парматурус». Остання назва є не зовсім вірною з науковою точки зору, оскільки в акул немає таких статевих органів як в людини.

## Опис
Найбільша відома на сьогодні довжина становить 41,5 см, проте на думку дослідників ця акула може сягати більших розмірів. Голова витягнута, коротша за черево, становить 19,8% довжини усього тіла. Морда коротка, 4,3% довжини акули. Очі помірного розміру, мигдалеподібні, з мигальною перетинкою. За ними розташовані невеличкі бризкальця. Ніздрі мають носові клапани. Губні борозни короткі. Рот невеликий, його довжина становить 3,1% довжини усього тіла. Зуби дрібні, з 3-4 верхівками. На верхній щелепі розташовано 130 робочих зубів у декілька рядків. У неї 5 пар дуже коротких зябрових щілин. Тулуб м'який, в'ялий. Осьовий скелет нараховує 123 хребця. Шкіра на дотик оксамитна. Луска невелика з 3 повздовжними хребцями, що закінчуються зубчиками. Має 2 великих спинних плавця однакового розміру. Перший більш прямий, ніж задній. Передній спинний плавець починається трохи попереду черевних плавців. Черевний плавець широкий, низький. У самців на черевних плавцях розташовані помірно довгі статеві органи птеригоподії (або класпери). Задній розташовано навпроти анального плавця. Анальний плавець великий, дещо більше за спинні плавці. Хвостовий плавець широкий, гетероцеркальний, проте нижня лопать доволі розвинена. Хвостові гребені, що утворені великою лускою, тягнуться майже до заднього спинного та анального плавців.
Забарвлення однотонне: коричнювате. На загальному фоні виділяються білі класпери. Звідси походить назва цієї акули.

## Спосіб життя
Тримається на глибині 688–732 м. Доволі повільна акула. Полює біля дна, є бентофагом. Живиться дрібними ракоподібними та головоногими молюсками, а також невеличкою рибою.
Це яйцекладна акула.

## Розповсюдження
Мешкає в північній акваторії о.Нова Каледонія.